# Chip Foose

Foose Design logója

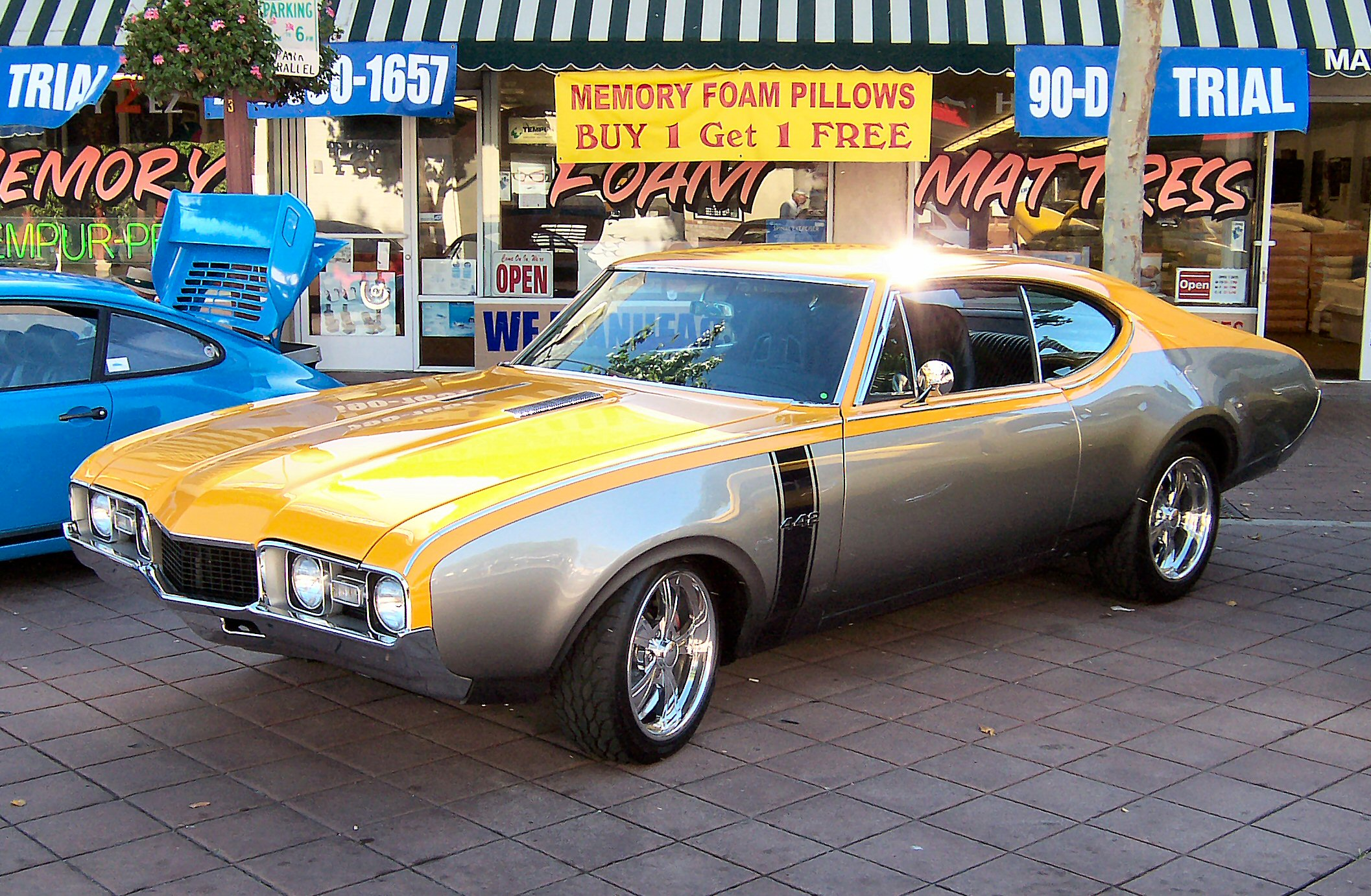

Chip Foose (Santa Barbara, Kalifornia, 1963. október 13. –) amerikai formatervező, autóépítő és autótervező, hot-rod bolt tulajdonos. Az Újjáépítők valóságshow főszereplője.

## Szakmai élete, ismertetői
Chip Foose Kaliforniában, Santa Barbarában született, akinek az autóépítésben való tehetsége nagyon korán megmutatkoztak. Először apja műhelyében kezdett el dolgozni, ahol tizenkét évesen már  ötéves  tapasztalattal rendelkezett és magas-szintű munkát végzett.